# Бен-Лоэрс
Бен-Ло́эрс — высочайшая гора в южной части Северо-Шотландского нагорья (графство Перт). Расположена к северу от озера Лох-Тай и является высшей точкой в длинного горного хребта, включающего в себя семь мунро. Является самым высоким пиком в Пертшире и десятым по высоте среди мунро Шотландии. На протяжении долгого времени высота Бен-Лоэрс определялась в 1219,2 м; благодаря точным измерениям в 1870-х годах было установлено, что её реальная высота примерно на 5,2 м ниже предполагавшегося ранее значения, то есть порядка 1214 м.
Бен-Лоэрс располагается в водоразделе между реками Тей и Лайон. Гора ввиду её высоты и геологического строения отличается исключительным разнообразием арктическо-альпийской флоры; в 1964 году здесь был устроен национальный природный заповедник. Умеренная высота и доступность вершины делает её скорее достопримечательностью, чем объектом горного туризма.